# Albert Jung
Albert Jung (Sankt Ingbert. estat de Saarland (Alemanya), 29 d'abril, 1899 - Frankfurt del Main, 29 de desembre, 1970), va ser un director d'orquestra, director de banda i compositor. Els seus llocs de treball més importants van ser Bad Orb, Frankfurt del Main, Saarbrücken, Tessalònica i Würzburg. Jung va treballar en els sectors de l'orquestra, la ràdio i la televisió.

## Biografia
Albert Jung a St. Ingbert al Sarre, que en aquell moment encara formava part de Baviera. Els seus pares eren Johann Jung († 12 de desembre de 1918), propietari d'un taller de reparació de bicicletes a St. Ingbert, i Margarete Jung († 1 d'agost de 1918). Albert Jung va assistir a l'escola secundària a la veïna Zweibrücken, on es va graduar l'any 1918.
El talent musical d'Albert Jung va ser reconegut i promogut des del principi. A més de l'escola, va rebre classes privades addicionals de música i va ser un convidat freqüent al Teatre de Saarbrücken amb la seva mare amant de la cultura. Aviat va quedar clar que no seguiria els passos del seu pare amb formació tècnica. Més aviat, després de graduar-se a l'escola secundària, va anar a la Universitat de Würzburg per estudiar filosofia i història de l'art. Aquí, a més de les matèries principals, va fer estudis generals, que també incloïen contrapunt i molt més.
Altres etapes de la carrera d'Albert Jung van ser: estudiar piano amb Willy Renner a Frankfurt del Main a la dècada de 1920 i ensenyar composició amb Bernhard Sekles a Frankfurt del Main. Entre els estudiants de Bernhard Sekle també hi havia músics tan diversos com Theodor Adorno i Paul Hindemith. Finalment, l'any 1932, Jung va prendre classes particulars de direcció amb Hermann von Schmeidel a Frankfurt per poder fer-se càrrec de l'orquestra del balneari Bad Orb.
Albert Jung va romandre connectat amb Bad Orb durant tota la seva vida com a director musical. Va morir a Frankfurt el 29 de desembre de 1970.

## Treballar com a músic i compositor
Quan encara era estudiant, Albert Jung acompanyava ocasionalment actuacions de cinema mut al piano, com era habitual en aquell moment. Mentre estava a l'escola a Würzburg va conèixer el virtuós violinista Jules Siberi el Redivivus de Paganini i es va convertir en el seu sensible company de piano sota el nom artístic Albert Jung-Clément.
Des de 1920 va residir a Bad Orb, inicialment només durant les pauses del semestre, posteriorment de manera permanent. Ràpidament es va convertir en part integral de la vida musical de la ciutat balneari. Treballa amb Georg Wilhelm Henkel i organitza celebracions culturals juntament amb Richard Zentgraf. Melchior Lechter també juga un paper important en aquest context. Va ser un convidat freqüent a Bad Orb als anys vint i trenta i es va traslladar a la casa Germania, on Jung també es va allotjar.
De 1932 a 1935, Jung va ser el director de la banda de l'spa a Bad Orb. L'1 de maig de 1933 es va unir al NSDAP (Partit Nacionalsocialista Alemany dels Treballadors, número de membre 2.665.591). A partir de la temporada de 1934, va organitzar una col·laboració entre les orquestres balnearis de Bad Orb i Bad Brückenau, donant com a resultat un conjunt de fins a 43 músics, una mida impressionant per a les dues petites ciutats balnearis.
Amb el despertador, Op. 9, de 1934, que va escriure per a la votació del Sarre l'any següent i el seu Festmusik Op. 6, a partir de 1927, la vida d'Albert Jung va prendre un vessant polític quan aquesta darrera obra es va convertir en la música d'obertura del congrés del partit NSDAP. Això el va portar al càrrec de director del "Reichssender Saarbrücken", que va ocupar de l'1 de desembre de 1935 a 1939. El seu amic de tota la vida Heinrich Heim també el va portar molt a prop del lideratge nazi Com a membre del partit nazi, inicialment va ser un col·lega a l'oficina de Hans Frank i més tard un ajudant de Martin Bormann.
Durant la guerra, Jung es va desplegar inicialment a l'emissora de ràdio Wehrmacht a Ucraïna i més tard a Grècia. Allà va dirigir l'orquestra grega del Teatre de Salònica. Quan va ser desnazitzat el 3 d'octubre de 1947, va ser classificat com a seguidor. Això va significar un nou començament a Bad Orb, ja que el director musical podria començar el 1948.
Havia de ser un període de 20 anys en què Albert Jung dissenyava de manera dinàmica tot el programa cultural professional de la ciutat balneari en ràpid desenvolupament. Els concerts simfònics van trencar aviat l'estreta temporada de balneari, que es reflecteix en el nom d'"Orquestra Municipal i Balneari" la temporada 1948/49. Solistes de primer nivell com Ludwig Hoelscher (violoncel) i Heinrich Fink (violí) venien sovint a la ciutat balneari. Elly Ney (piano) es va unir més tard a aquesta il·lustre sèrie juntament amb moltes altres. També hi eren vells coneguts de l'època d'Albert Jung a Salónica. La nova i moderna sala de concerts de l'arquitecte Bruno Rücker es va convertir en el seu temple de la música.
Els anys que van des del 1948 fins a la seva mort el 1970 també van marcar l'època en què, a més de la feina del director musical Jung, ja no hi va quedar espai per al compositor Albert Jung, però també es va frenar la necessitat d'una activitat auto creadora. Aquesta va ser la "Fantasia appassionata" Op. 16 per a gran orquestra de 1948, la seva darrera gran obra orquestral. Va ser només després del final del seu paper de director de banda que Albert Jung va començar a compondre de nou.

## Recepció
En les seves pròpies composicions, Albert Jung es va comprometre clarament amb la tonalitat. La "Passacaglia" Op. 10 per a gran orquestra i orgue i la Fantasia appassionata Op. 16 s'apliquen. Aquest darrer treball va rebre una àmplia resposta del públic i de la premsa especialitzada. Algunes de les obres d'Albert Jung van arribar a grans sales de concerts, com la "Sinfonietta per a gran orquestra" op. 5, estrenada a la "Staatsoper Unter den Linden".

## Catàleg d'obres (fragment)
- „Deutsches Matrosenlied“, segons Hermann Löns. La primera obra impresa de Jung, 1915[1]
- „Valse-Caprice“[8]
- Vertonung des Bühnenwerkes von Waldfried Burggraf, alias Friedrich Forster: „Madeleine und ihr Page Hyazinth“
- Vertonungen etlicher Gedichte von Beate Lvovský-Clément, z. B. „Herbstschauer“ und „Lied an den Mond“.[9]
- „Feierliche Tänze“, Orchestersuite[10]
- „Sinfonietta“, Op. 5
- „Festmusik“, Op. 6, München: F. E. C. Leuckart Musikverlag; Leipzig: Edition Peters Group, Leipzig, London, New York
- „Rhapsodie“, Op. 7
- „Weckruf“, Op. 9, 1934, Planegg: Philipp Grosch; Planegg bei München: Elisabeth Thomi-Berg Musikverlag und Verlagsauslieferungen
- „Passacaglia“, Op. 10, 1935
- „Fantasia appassionata“, Op. 16, 1948

## Homenatges i premis
- Kurt-Faber-Preis, 1935
- Musikpreis der „Westmark“ 1935[11]